# Argyrolepidia unimacula
Argyrolepidia unimacula là một loài bướm đêm trong họ Noctuidae.